# Геннадий Головкин — Камил Шеремета
Геннадий Головкин против Камила Шереметы боксёрский PPV поединок в среднем весе, на кону которого стоял титул IBF. Бой состоялся 18 декабря 2020 года в Seminole Hard Rock Hotel & Casino, Холливуд, Флорида, США и завершился победой казахстанца. Команда Шереметы отказалась от продолжения поединка. Судьи засчитали победы техническим нокаутом.

## Ход поединка
Бой прошел 19 декабря 2020 года в Холливуде (штат Флорида, США). 38-летний Головкин, проводивший рекордную, 21-ю защиту своих титулов чемпиона мира в среднем весе по версиям IBF и IBO, выиграл у претендента из Польши. Поединок завершился досрочно после седьмого раунда. Команда Шереметы отказалась от продолжения поединка. Весь бой Геннадий доминировал, казахстанец несколько раз отправлял соперника в нокдаун. После очередного избиения угол поляка выбросил белое полотенце. Судьи засчитали победу техническим нокаутом. После этого поединка Геннадий Головкин побил рекорд легендарного Бернарда Хопкинса. До этого боя у обоих было по 20 победных боев в статусе чемпиона — это рекорд дивизиона. Американец сделал это в период с 1995 по 2005 год, а GGG для повторения этого достижения потребовалось на два года меньше (2010—2018)
|                  |                                                           |                                                           |
| Соперник         | Геннадий Головкин — Камил Шеремета                        | Геннадий Головкин — Камил Шеремета                        |
| Место проведения | Seminole Hard Rock Hotel & Casino, Холливуд ,Флорида, США | Seminole Hard Rock Hotel & Casino, Холливуд ,Флорида, США |
| Результат        | Победа Головкина техническим нокаутом после 7-го раунда.  | Победа Головкина техническим нокаутом после 7-го раунда.  |
| Статус           | Бой за титул чемпиона мира по версии IBF и IBO            | Бой за титул чемпиона мира по версии IBF и IBO            |
| Время            | 7 (12), 3:00 минут                                        | 7 (12), 3:00 минут                                        |
| Трансляция       | DAZN                                                      | DAZN                                                      |
| Промоутер        | Эдди Хирн (Matchroom Boxing), Том Реффлер (K2 Promotions) | Эдди Хирн (Matchroom Boxing), Том Реффлер (K2 Promotions) |
|                  | Геннадий Головкин                                         | Камил Шеремета                                            |
| Вес              | 72,6 кг                                                   | 72,6 кг                                                   |
| Возраст          | 38 лет                                                    | 31 год                                                    |
| Результаты боёв  | до боя: 40 (35КО) — 1 — 1 после боя: 41 (36КО) — 1 —1     | до боя: 21(5КО) — 0 после боя:21(5КО) — 1 (1КО)           |
| Гонорар          | 7 млн $                                                   | Не известно                                               |

### Статистика ударов
| Боксёр   | Раунд           | Джебы  | Силовые | Всего   |
| -------- | --------------- | ------ | ------- | ------- |
| Головкин | Попаданий/всего | 317/94 | 237/134 | 554/228 |
|          | Процент         | 30 %   | 56 %    | 41 %    |
| Шеремета | Попаданий/всего | 192/10 | 135/49  | 327/59  |
|          | Процент         | 30 %   | 36 %    | 18 %    |

## Перед боем
Камил Шеремета был обязательным претендентом на титул IBF. Вес боксеров перед боем: Головкин — 159,2 фунта (72,21 килограмма), Шеремета — 159 фунтов (72,12 килограмма). Сразу после взвешивания они провели церемонию дуэли взглядов. 16 декабря прошла финальная пресс-конференция. Поляк вышел на ринг с флагом Польши, а Геннадий Головкин в национальном казахском чапане, и с флагом. Букмекерские компании отдавали явное преимущество казахстанцу, коэффициент на победу Головкина — 1.03, а на победу Шереметы — 13.00. Шеремета выходил большим андердогом на бой.

## После боя
После боя бойцы обменялись комплиментами, и казахстанец в 21 раз защитил титулы. После этого поединка Геннадий Головкин побил рекорд легендарного Бернарда Хопкинса. До этого боя у обоих было по 20 победных боев в статусе чемпиона — это рекорд дивизиона. Американец сделал это в период с 1995 по 2005 год, а GGG для повторения этого достижения потребовалось на два года меньше (2010—2018). В послематчевом интервью Головкин заявил, что готов драться с лучшими чемпионами, намекая на желание провести третий поединок с мексиканцем — Саулем Альваресом.